# Onthophagus mordindangus
Onthophagus mordindangus là một loài bọ cánh cứng trong họ Bọ hung (Scarabaeidae).